# ブレッビア
ブレッビア（伊: Brebbia）は、イタリア共和国ロンバルディア州ヴァレーゼ県にある、人口約3,200人の基礎自治体（コムーネ）。

## 地理

### 位置・広がり

#### 隣接コムーネ
隣接するコムーネは以下の通り。括弧内のVBはヴェルバーノ・クジオ・オッソラ県所属を示す。
- ベルジラーテ (VB)
- ベゾッツォ
- イスプラ
- バルデッロ・コン・マルジェッソ・エ・ブレーガノ
- トラヴェドナ＝モナーテ

### 地震分類
イタリアの地震リスク階級 (it) では、4 に分類される
。

## 行政

### 分離集落
ブレッビアには、以下の分離集落（フラツィオーネ）がある。
- Bozza di Lago, Brebbia Superiore, Ronchèe